# Luis Felipe Álvarez Rosas
Luis Felipe Álvarez Rosas (12 de mayo de 1991) es un atleta de wushu mexicano.  

## Carrera
Álvarez aprendió wushu de su padre, Luis Enrique Álvarez Domínguez, y practicó con su hermana Cecilia Álvarez (Cecy Wushu). Su primera gran competencia fue en el Campeonato Panamericano de Wushu de 2006 en Toronto, Canadá. Siempre ha estado en la selección mexicana de wushu desde entonces. Él compitió en el Campeonato Mundial de Wushu de 2007 a 2017, y su mejor resultado fue en 2017 cuando terminó en el 10º lugar para el gunshu masculino. En 2013, Álvarez compitió en los Juegos Mundiales en Cali, Colombia, y ganó la medalla bronce en changquan masculino. Él también ganó muchas medallas a los Campeonatos Panamericanos.